# Włodzimierz Mańko
Włodzimierz Mańko ps. Brzoza (ur. 10 czerwca 1923 w Sosnowcu, zm. 23 listopada 2016 w Wałbrzychu) – polski publicysta, członek ruchu oporu podczas II wojny światowej, z zawodu górnik.

## Życiorys
Jeszcze przed II wojną światową przybył wraz z rodziną w okolice Kielc. Po wybuchu wojny został członkiem Armii Krajowej. Walczył w szeregach oddziału ppor. Zbigniewa Kruszelnickiego ps. Wilk.

Po zakończeniu walk, w 1947 roku przeniósł się do Wałbrzycha. Tu zatrudnił się najpierw w Zjednoczeniu Przemysłu Węglowego jako kasjer, a następnie w Kopalni Węgla Kamiennego „Victoria”, gdzie przepracował 33 lata jako górnik dołowy. Ukończył również technikum górnicze. Był członkiem organizacji, m.in. szefując kopalnianym oddziałom PTTK i ZBoWiD.
 
Podczas nauki w technikum, za namową wałbrzyskiego regionalisty, Alfreda Szyperskiego, rozpoczął pisanie. Wydał wspomnienia z okresu walk partyzanckich pt. Wilki pod Kielcami (1982), powieść autobiograficzną pt. Tu i tam (2007) oraz powieść pt. Ostatnia szychta (2015), opisującą tragiczną katastrofę w kopalni „Victoria” w dniu 29 lipca 1929 roku. Za rękopis tej ostatniej otrzymał w latach 80. XX wieku nagrodę Ministerstwo Górnictwa i Energetyki.

Po śmierci został pochowany na cmentarzu komunalnym „Śródmieście” przy ul. Przemysłowej w Wałbrzychu.

## Odznaczenia
W uznaniu swych zasług został odznaczony m.in. Krzyżem Kawalerskim Orderu Odrodzenia Polski, Złotym, Srebrnym i Brązowym Krzyżem Zasługi, Krzyżem Armii Krajowej oraz Krzyżem Partyzanckim.